# Politique de sécurité du système d'information
La politique de sécurité des systèmes d'information (PSSI) est un plan d'action défini pour maintenir un certain niveau de sécurité. Elle reflète la vision stratégique de la direction de l'organisme (PME, PMI, industrie, administration, État, union d'États…) en matière de sécurité des systèmes d'information (SSI).

## Dépendance et dissociation
La politique de sécurité des systèmes d'information est intrinsèquement liée à la sécurité de l'information.
Aussi, un système d'information n'étant pas limité au système informatique, une politique de sécurité des systèmes d'information ne se limite pas à la sécurité informatique.

## Description
La PSSI est le document de référence en matière de SSI de l'organisme. Elle définit les objectifs à atteindre et les moyens accordés pour y parvenir.
La démarche de réalisation de cette politique est basée sur une analyse des risques en matière de sécurité des systèmes d'information.
Après validation par les différents acteurs de la sécurité de l'information de l'organisme, la PSSI doit être diffusée à l'ensemble des acteurs du système d'information (utilisateurs, exploitants, sous-traitants, prestataires…). Elle constitue un outil de communication sur l'organisation et les responsabilités SSI, les risques SSI et les moyens disponibles pour s'en prémunir.
La sécurité du système d'information se base notamment sur la mise en œuvre d'infrastructures à clés publiques (Public key infrastructure - PKI).
Dans les grandes organisations en réseau, il faut intégrer l'analyse de la sécurité des données dans une réflexion plus large sur le cadre juridique et la mise en œuvre de registres de métadonnées.
Par exemple, pour tout ce qui touche aux applications industrielles de la recherche, une réflexion approfondie s'impose sur l'utilisation du certificat électronique, par rapport aux éléments et raffinements employés.

## Élaboration d'une politique de sécurité du système d'information
En France, la DCSSI a élaboré entre 2002 et 2004 un guide pour la politique de sécurité du système d'information. Il se compose de quatre sections :
1. Introduction
2. Méthodologie
3. Principes de sécurité
4. Références SSI

Ce document est une mise à jour de documents datant de 1994.

### Introduction
Le guide définit les concepts, outre la PSSI :
- les principes de sécurité,
- les règles de sécurité.

Il définit le champ d'application et les acteurs auxquels le guide est destiné :
- Fonctionnaires de sécurité des systèmes d'information (FSSI) dans les administrations,
- Responsables de la sécurité des systèmes d'information (RSSI) dans les entreprises.

Il prend acte de la nouvelle nature des menaces : globales et transfrontières du fait de l'interconnexion des réseaux internet.
Il définit trois types de patrimoine à protéger :
- Patrimoine matériel,
- Patrimoine immatériel
- Informations relatives aux personnes, physiques et morales (les données personnelles de la Loi Informatique et Libertés).

Il définit la place de la PSSI dans le référentiel, en particulier :
- les liens entre la PSSI et les lignes directrices de l'OCDE,
- les liens entre la PSSI et les critères communs.

Il indique les bases de légitimité des règles d'une PSSI :
- Lois, réglementations, normes, et recommandations issues d'instances internationales, nationales, ou professionnelles.

Les règles trouvent également leur justification dans les composantes de la culture de l'organisme (traditions, règlements internes).
- Règles d'éthique :
  - Principes internationaux,
  - Codes d'éthique par secteurs professionnels,
  - Codes d'éthique des métiers des technologies de l'information.

- Principes de protection des intérêts vitaux de l'État :
  - La protection des éléments non classifiés de défense,
  - Les informations relevant du secret de défense :
    - Protection du secret et des informations concernant la défense nationale et la sûreté de l'État (IGI 1300)
    - La sécurité des systèmes d'information qui font l'objet d'une classification de défense pour eux-mêmes ou pour les informations traitées (IGI 900),
    - La protection du secret entre la France et les États étrangers (II 50),
    - La protection du secret pour la protection des marchés et autres contrats (II 2000).

- Principes de préservation des intérêts de l'organisme, en particulier les exigences vis-à-vis :
  - des fournisseurs,
  - des prestataires de services,
  - de la sous-traitance,
  - des autres organismes.

### Méthodologie
La section 2 détaille les quatre phase d'élaboration de la PSSI.

### Principes de sécurité
La section 3 aborde les différents domaines de la sécurité généralement couverts par une PSSI :
Principes organisationnels
- Politique de sécurité
- Organisation de la sécurité
- Gestion des risques SSI
- Sécurité et cycle de vie du logiciel
- Assurance et certification

Principes de mise en œuvre
- Aspects humains
- Planification de la continuité des activités
- Gestion des incidents
- Sensibilisation et formation
- Exploitation
- Aspects physiques et environnement

Principes techniques
- Identification / authentification
- Contrôle d'accès logique aux biens
- Journalisation
- Infrastructures de gestion des clés cryptographiques
- Signaux compromettants